# Clairvillia biguttata
Clairvillia biguttata är en tvåvingeart som först beskrevs av Johann Wilhelm Meigen 1824.  Clairvillia biguttata ingår i släktet Clairvillia och familjen parasitflugor. Inga underarter finns listade i Catalogue of Life.

## Bildgalleri

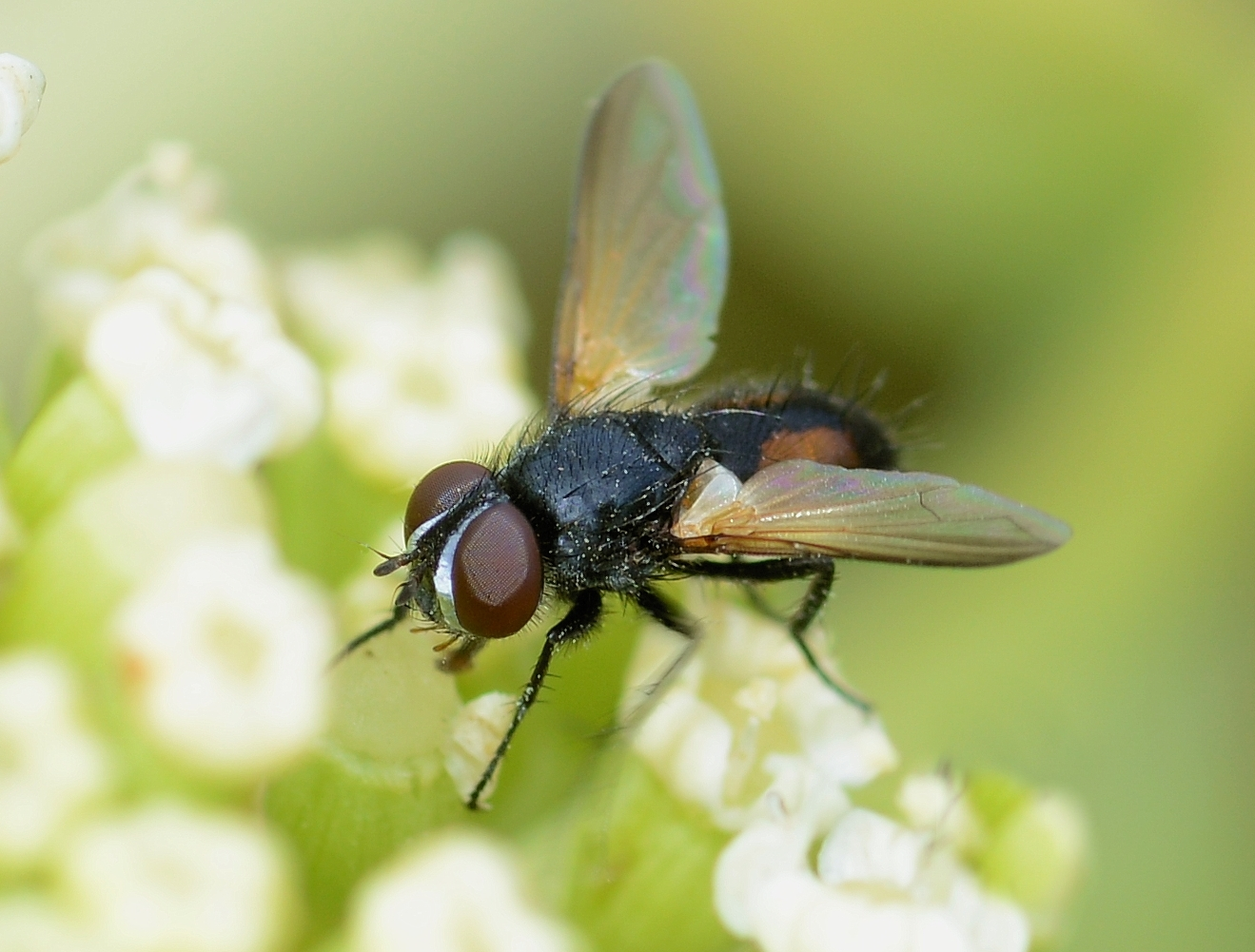